# IC 5165
IC 5165 — галактика типу SBab () у сузір'ї Тукан.
Цей об'єкт міститься в оригінальній редакції індексного каталогу.